# Andrenosoma trigoniferum
Andrenosoma trigoniferum là một loài ruồi trong họ Asilidae. Andrenosoma trigoniferum được Hermann miêu tả năm 1906. Loài này phân bố ở vùng Cổ Bắc giới.